# Ben Youds
Ben Youds, född 20 april 1988 i Brooklyn Park, Minnesota, är en amerikansk professionell ishockeyspelare som spelar för IK Oskarshamn i SHL.